# Haundorfer Weihergraben
Der Haundorfer Weihergraben ist der zwei Kilometer lange Unterlauf eines Bachsystems im mittelfränkischen Landkreis Weißenburg-Gunzenhausen. Das Fließgewässer mündet von links in den Nesselbach. Auf dem Hauptstrang, bestehend auch aus dem Oberlauf Auerbach und dem Seitenarm Wettelbach, erreicht der Fluss eine Länge von 5,7 Kilometern.

## Verlauf
Der Auerbach entspringt auf einer Höhe von 475 m ü. NHN westlich von Seitersdorf auf dem Gebiet der Gemeinde Haundorf am Rande des Haundorfer Waldes und inmitten des Spalter Hügellandes und des Fränkischen Seenlands unweit der Kreisstraße WUG 22. Er fließt in eine südwestliche Richtung durch eine Offenlandschaft südlich an Haundorf und Aue und nördlich an Eichenberg vorbei und fließt südwestlich von Haundorf in den Haundorfer Weiher, der namensgebend für das gesamte Bachsystem ist.
Das Gewässer, das nun Haundorfer Weihergraben heißt, tritt an mehreren Stellen aus dem Weiher heraus, speist den Schleißbühlweiher und teilt sich nördlich des Büchelberges auf: 
- Der eine Arm, immer noch mit dem Namen Haundorfer Weihergraben, fließt in eine westliche Richtung durch den Haundorfer Wald und mündet unweit des Mönchswaldes und nördlich von Wehlenberg auf einer Höhe von 418 m ü. NHN von links in den Nesselbach.
- Der zweite Arm mit dem Namen Wettelbach fließt in eine südwestliche Richtung ebenfalls durch den Haundorfer Wald und mündet, etwa 700 Meter südwestlich der Mündung des Haundorfer Weihergrabens, am Rand des Altmühltals nordwestlich von Wehlenberg und nordöstlich von Stadeln auf einer Höhe von 417 m ü. NHN ebenfalls von links in den Nesselbach.[2]

Über den Haundorfer Weiher ist der Wesigraben ein Zufluss des Bachsystems.